# Manoel (ur. 1990)
Manoel Messias Silva Carvalho, znany jako Manoel (ur. 26 lutego 1990 w Bacabal) – brazylijski piłkarz występujący na pozycji środkowego obrońcy, zawodnik brazylijskiego klubu Fluminense FC.

## Życiorys

### Kariera klubowa
W latach 2009–2014 był zawodnikiem brazylijskiego klubu Athletico Paranaense z Campeonato Brasileiro Série A. W lidze zadebiutował 31 maja 2009 w przegranym 1:2 meczu przeciwko CR Flamengo, wszedł w 63. minucie zmieniając Raula. W 2014 przeszedł do Cruzeiro EC, kwota odstępnego 3 mln euro. W lidze zadebiutował 18 lipca 2014 na stadionie Estádio Mineirão (Belo Horizonte) w wygranym 3:1 meczu przeciwko EC Vitória. W 2019 Manoel został wypożyczony na rok i bezpłatnie przeniesiony do klubu SC Corinthians Paulista.
31 stycznia 2020 został wypożyczony do tureckiego klubu Trabzonspor z Süper Lig, umowa do 27 lipca 2020.

## Sukcesy

### Klubowe
Athletico Paranaense
- Zwycięzca Campeonato Paranaense: 2009
- Zdobywca drugiego miejsca Campeonato Paranaense: 2010, 2011, 2012, 2013
- Zdobywca drugiego miejsca w Copa do Brasil: 2013

Cruzeiro EC
- Zwycięzca Campeonato Brasileiro Série A: 2014
- Zwycięzca Copa do Brasil: 2017, 2018
- Zdobywca drugiego miejsca Copa do Brasil: 2014
- Zwycięzca Campeonato Mineiro: 2018
- Zdobywca drugiego miejsca w Campeonato Mineiro: 2017

SC Corinthians Paulista
- Zwycięzca Campeonato Paulista: 2019

### Indywidualne
- Najlepszy obrońca w I lidze brazylijskiej: 2013[7]